# Govenia superba
Govenia superba là một loài phong lan. Đây là một loài điển hình của chi Govenia.